# Keenesburg
Keenesburg és una població dels Estats Units a l'estat de Colorado. Segons el cens del 2000 tenia 855 habitants.

## Demografia
Segons el cens del 2000, Keenesburg tenia 855 habitants, 300 habitatges, i 234 famílies. La densitat de població era de 589,5 habitants per km².
Dels 300 habitatges en un 41% hi vivien nens de menys de 18 anys, en un 63,3% hi vivien parelles casades, en un 11,3% dones solteres, i en un 21,7% no eren unitats familiars. En el 16,3% dels habitatges hi vivien persones soles el 7,7% de les quals corresponia a persones de 65 anys o més que vivien soles. El nombre mitjà de persones vivint en cada habitatge era de 2,83 i el nombre mitjà de persones que vivien en cada família era de 3,16.
Per edats la població es repartia de la següent manera: un 31,1% tenia menys de 18 anys, un 6,5% entre 18 i 24, un 31,2% entre 25 i 44, un 19,4% de 45 a 60 i un 11,7% 65 anys o més.
L'edat mediana era de 32 anys. Per cada 100 dones de 18 o més anys hi havia 91,2 homes.
La renda mediana per habitatge era de 41.417 $ i la renda mediana per família de 43.864 $. Els homes tenien una renda mediana de 30.682 $ mentre que les dones 27.188 $. La renda per capita de la població era de 17.022 $. Entorn del 5% de les famílies i el 9,4% de la població estaven per davall del llindar de pobresa.

## Poblacions més properes
El següent diagrama mostra les poblacions més properes.